# Ramanum
La isla de Ramanum (en inglés: Ramanum Island) es una isla en las Islas Carolinas incluida en la laguna de Truk (Truk Lagoon). Es parte del distrito de Faichuk en el estado de Chuuk, uno de los Estados Federados de Micronesia. Cuenta con 1.491 habitantes según datos del año 2008.